# Бен-Элиэзер, Мойше
Бен-Элиэзер (Глембоцикй) Моше (6 апреля 1882, Щучин Виленской губернии — 7 августа 1944, Тель-Авив) — еврейский публицист, переводчик, журналист.

## Биография
Получил традиционное еврейское религиозное образование в Мирской иешиве. Начал свою карьеру в качестве журналиста в «Хадор», позже сотрудничал с «Хазман». Большая часть статей и произведений была написана им под псевдонимом «Лазарсон». Сотрудничал с такими периодическими изданиями, как «Хамелиц», «Хацефира» и «Дер юд» (Варшава).
В 1906 эмигрировал в США и жил в Нью-Йорке. Редактировал сионистский еженедельник «Дос юдише фолк» (на идише) и журнал на иврите «Шевелим». Сотрудничал с еврейским периодическим изданием «Цукунфт».
В 1910 вернулся в Европу, служил в качестве одного из помощников редактора «Ди юдише штиме» в Риге. Печатался во многих еврейских периодических изданиях: «Фрайнд», «Унзер лебн», «Ди идше вох», «Хашахар» (1913, Варшава), «Идише штиме» (Киев) и «Идишес тагеблат» (Нью-Йорк). Был среди основателей «Лодзер моргенблат». С 1914 жил в Одессе, где занимался переводами для издательства «Мория», затем был одним из редакторов и основным переводчиком издательства «Аманут» в Москве. С 1922 по 1924 жил в Германии во Франкфурте.
В 1924 эмигрировал в Эрец-Исраэль, был среди редакторов «Гаарец» в Тель-Авиве.